# Croton brevipes
Espèce
Classification APG II (2003)
Croton brevipes est une espèce de plantes à fleurs du genre Croton et de la famille des Euphorbiaceae, présente du Nicaragua au Pérou.